# Autonomer Kreis der Dongxiang

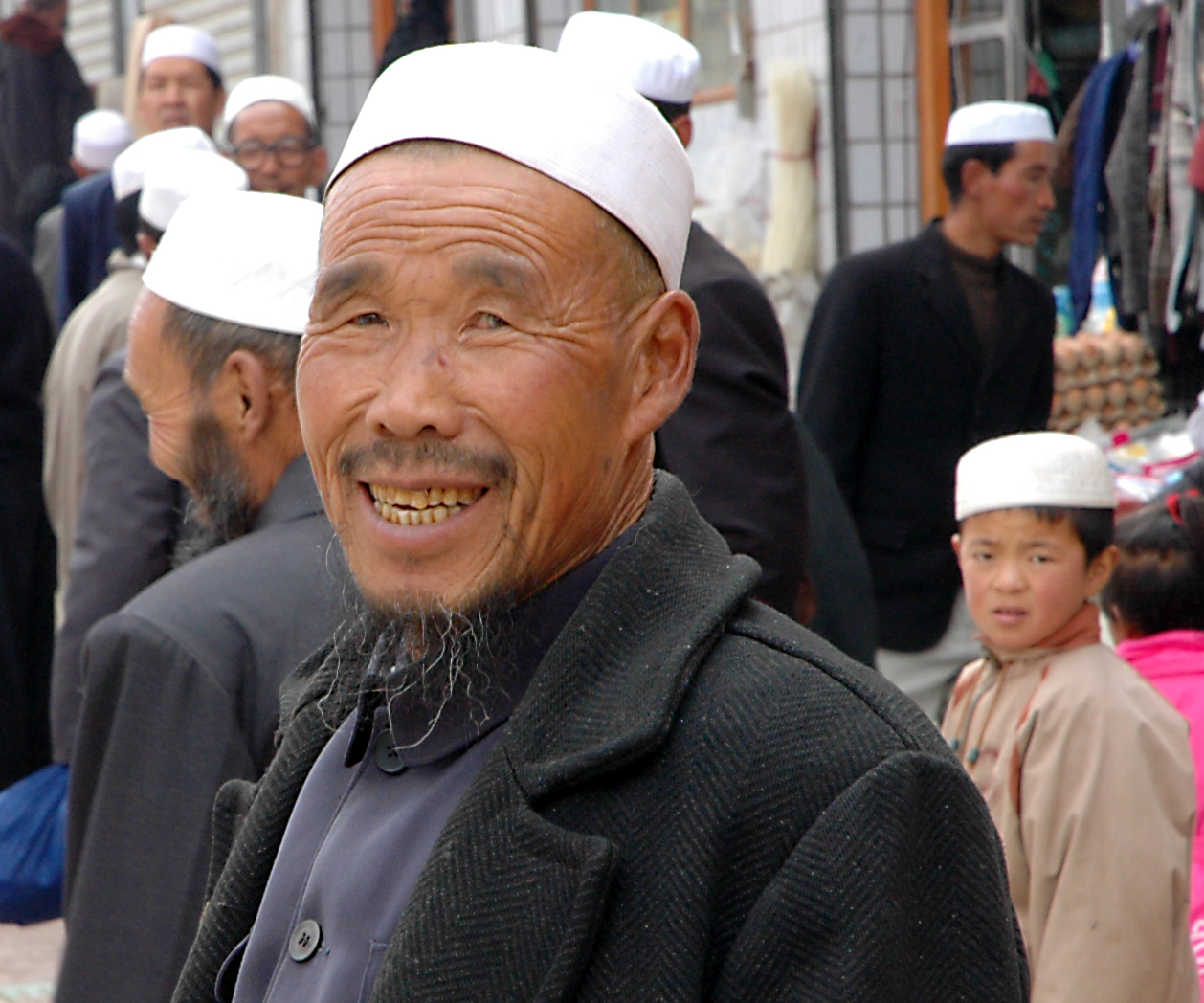
Nach dem Freitagsgebet, im Ramadan, Autonomer Kreis der Dongxiang

Der Autonome Kreis der Dongxiang (东乡族自治县,  Dōngxiāngzú Zìzhìxiàn; kurz: 东乡族县,  Dōngxiāngzú Xiàn) ist ein autonomer Kreis der Dongxiang des Autonomen Bezirks Linxia der Hui in der chinesischen Provinz Gansu. 
Die Fläche beträgt 1.511 Quadratkilometer und die Einwohnerzahl 305.300 (Stand: Ende 2018).
Die Linjia-Stätte (林家遗址,  Linjia yizhi) der Majiayao-Kultur steht seit 2006 auf der Liste der Denkmäler der Volksrepublik China (6-202).
Ma Changqing wurde in Dongxiang geboren.

## Administrative Gliederung
Auf Gemeindeebene setzt sich der Autonome Kreis Dongxiang aus acht Großgemeinden und fünfzehn Gemeinden zusammen. Diese sind:
- Großgemeinde Suonan 锁南镇
- Großgemeinde Daban 达板镇
- Großgemeinde Hetan 河滩镇
- Großgemeinde Nalesi 那勒寺镇
- Großgemeinde Tangwang 唐汪镇
- Großgemeinde Guoyuan 果园镇
- Großgemeinde Wangji 汪集镇
- Großgemeinde Longquan 龙泉镇

- Gemeinde Chuntai 春台乡
- Gemeinde Liushu 柳树乡
- Gemeinde Dongyuan 东塬乡
- Gemeinde Pingzhuang 坪庄乡
- Gemeinde Baihe 百和乡
- Gemeinde Guanbu 关卜乡
- Gemeinde Zhaojia 赵家乡
- Gemeinde Wujia 五家乡
- Gemeinde Yanling 沿岭乡
- Gemeinde Fengshan 风山乡
- Gemeinde Chejiawan 车家湾乡
- Gemeinde Gaoshan 高山乡
- Gemeinde Dashu 大树乡
- Gemeinde Beiling 北岭乡
- Gemeinde Kaoxiang 考勒乡
- Gemeinde Dongling 董岭乡